# Silnice I/66 (Slovensko)
Silnice I. třídy 66 (I/66) je silnice I. třídy na Slovensku dlouhá 247 km. Spojuje hraniční přechod Šahy se Zvolenem a Banskou Bystricí přes Brezno a Vernár s Popradem a hraničním přechodem v Tatranské Javorině. Po I/66 je mezi Šahy a Banskou Bystricí vedená Evropská silnice E77.

## Historie
Silnice už od svého zřízení v roce 1946 spojovala Šahy, Zvolen, Banskou Bystrici a Brezno a končila v křižovatce Pusté Pole. Zvláštností bylo, že končila křižovatkou se silnicí II. třídy 534, která byla až o 10 let později, v roce 1956, překlasifikovaná na silnici I. třídy a zařazená do silničního provozu jako I/67. Šlo o jeden z pouhých dvou případů, kdy silnice I. třídy končila na křižovatce se silnicí II. třídy.
Ve Zvolenu vedla silnice po starém mostě přes Slatinu a železniční přejezd mezi osobní a nákladní stanicí východně od zámku a dále po Náměstí SNP a dnešní ulici Jána Kollára do části Rákoš, odkud pokračovala směrem na Banskou Bystrici v trase dnešní silnice III/069002. Nové přemostění železnice západně od zámku bylo vybudované v první polovině 50. let, západní obchvat pod Pustý hrad v 80. letech.
Mezi Zvolenem a Banskou Bystricí pokračovala silnice v době zřízení v trase dnešní silnice I/69. Přeložka v trase dnešní rychlostní silnice R1 mezi křižovatkami Kováčová a Banská Bystrica-Hušták byla vybudována postupně v 70. letech a v plném čtyřpruhovém profilu otevřena roku 1980. V roce 2009 byl tento úsek vyňat ze silnice I/66 a zařazen do rychlostní silnice R1. Od té doby je silnice v tomto úseku přerušená.
V Banské Bystrici cesta původně vedla přes dnešní Náměstí Hurbana Vajanského, Dolní ulici a Náměstí SNP (dnes pěší zóna) a dále po Horní ulici a Partizánské cestě. Do dnešní trasy po nábřežní komunikaci a okolo železniční stanice byla změněna v druhé polovině 60. let souběžně s výstavbou Památníku SNP, kdy byl též změněn tok řeky Hron – ten původně vedl v meandru sahajícím k ulici Československé armády, přičemž vedl právě přes park u Památníku SNP.
Mezi Banskou Bystricí a Breznem vedla původní trasa prakticky přes všechny obce a dlouhodobě neměla technické parametry silnice I. třídy. V 60. a 70. letech 20. století se postupně vybudovalo více přeložek, které tyto obce obcházejí. Původní úseky jsou dnes zařazené jako součásti silnic III. třídy č. 066042, 066044, 066046, 066057 a 066073. Aktuálně[kdy?] se připravují i další přeložky a rekonstrukce, zejména by se měl postupně budovat obchvat Brezna. Část současné trasy od konce severního obchvatu Banské Bystrice po Slovenskou Ľupču by měl být v budoucnosti využitý pro výstavbu rychlostní silnice R1.
Od srpna 2015 byl k silnici přičleněn úsek silnice I/67 od Pustého Pole přes Poprad až po hraniční přechod Tatranská Javorina.

## Průběh

### Nitranský kraj
Silnice I/66 začíná na hraničním přechodu Šahy do Maďarska v levickém okrese jako pokračování maďarské státní silnice 2, v městě Šahy se křižuje s III/1567, II/527 a III/1556, pokračuje křižováním s III/1562, asi 5 km za Šahy se křižuje s I/75, v obci Hokovce s III/1558, pokračuje křižovatkou s III/1550 a přechází do okresu Krupina.

### Banskobystrický kraj
V okrese Krupina začíná I/66 křižovatkou s III/2555 v Dudincích, před Hontianskými Tesáry s III/2551, III/2563, před obcí Domaníky s III/1556, III/2557 a III/2558 a následuje I/66 před obcí Hontianske Nemce. Zde se nacházejí křižovatky s I/51, II/525 a III/2559, silnice přechází do Devičieho, křižuje se zde s III/2561 a po opuštění obce prochází křižovatkami s II/526 před Krupinou a v Krupině s III/2560, III/2562 a přechází do zvolenského okresu.
V okrese Zvolen se I/66 křižuje s III/2458, II/527 u obce Babiná, s III/2446, III/2447, III/2457, vstupuje do Zvolena, kde se křižuje s I/16 a v blízkosti Zvolena s III/2452, III/2460, které tvoří obchvat Zvolena a s I/69. Za Zvolenem je od výjezdu Kováčová silnice přerušena.
Po přerušení silnice pokračuje v Banské Bystrici křižovatkou Hušták s rychlostní silnicí R1. Silnice přechází na východní okraj města a pokračuje převážně mimo obce směrem na Brezno. Postupně se křižuje s III/2420, III/2427, III/2448, III/2429, III/2430, III/2431 a přechází do okresu Brezno.
V okrese Brezno I/66 křižuje III/2370 a III/2379, v Podbrezové silnice III/2374 a I/72, mimo obce potom III/2375 a III/2391, ve Valaské s III/2380, v Breznu s II/529 a II/530, III/2378, v obci Beňuš s III/2382. Dále pokračuje I/66 křižovatkami s III/2383 a III/2392 do Polomky, kde se křižuje s III/2384 a III/2385. Dále se mimo obce křižuje s III/2386, III/2387, v obci Šumiac III/2388 a II/531. I/66 pokračuje křižovatkami mimo obce s III/2389, III/2390 a přechází do prešovského kraje.

### Prešovský kraj
V prešovském kraji se silnice I/66 křižuje s III/3036 a pokračuje přes sedlo Besník do lokality Pusté Pole, kde se na jižní straně Nízkých Tater křižuje s I/67. Pokračuje přes Vernárske sedlo a Vernár do Hranovnice, kde se křižuje s III/3069 a III/3074. V Popradu se křižuje s III/3080, III/3076, I/18 a dálnicí D1. I/66 následně přechází do okresu Kežmarok a křižuje se s III/3093, ve Veľké Lomnici s II/540, v Huncovcích s III/3094, III/3095 a vchází do Kežmarku. Tady se křižuje s II/536, III/3096, III/3097, III/3098, křižuje se s I/77 a II/542 v Spišské Belé a opět přechází do okresu Poprad.
Zde se u osady Tatranská Kotlina křižuje s Cestou Slobody, která v její trase vede až po hraniční přechod. I/66 se ještě v katastrálním území Vysokých Tater křižuje s III/3077 a v Tatranské Javorině s III/3078 a končí na hranici s Polskem, kde navazuje silnice DW960.

## Obchvat Brezna – 1. etapa
Jde o úsek nové silnice mezi původním vstupem do města a silnicí II/529. V místě, kde obchvat opouští původní hlavní silnici, je vybudovaná mimoúrovňová křižovatka Brezno-město, následně trasa mostním objektem přechází nad větev této křižovatky, řeku Hron a železniční trať Banská Bystrica – Červená Skala. Dále pokračuje v souběhu s železniční tratí vedle areálu mostárny, dalším mostním objektem překlenuje přístupovou cestu a železniční vlečku a na existující silniční síť se napojuje ve velké okružní křižovatce Mazorníkovo. Kategorie je C 11,5/80 a náklady dosáhly 20,9 milionů eur (předpoklad byl 13 miliónů). Obchvat byl kvůli zdržení během výstavby dán do užívání 21. září 2017.

## Připravované úseky

### Obchvat Podbrezové
Vzhledem k tomu, že obec Podbrezová je jediným sídlem, přes které silnice mezi Banskou Bystricí a Breznem prochází, tak se uvažuje o jejím obchvatu. Ve hře jsou tři varianty, dvě by měly vést severně od obce, jedna jižně. Kategorie obchvatu je C 11,5/60. Jeho realizace se však odhaduje až po roce 2023.

## Zaniklé úseky

### Silnice I. třídy 66C
Silnice I. třídy 66C byla do roku 2013 silnice I. třídy v okrese Zvolen s délkou 0,671 km. Spojovala silnici III/2460 s R1 a I/69.

## Fotogalerie

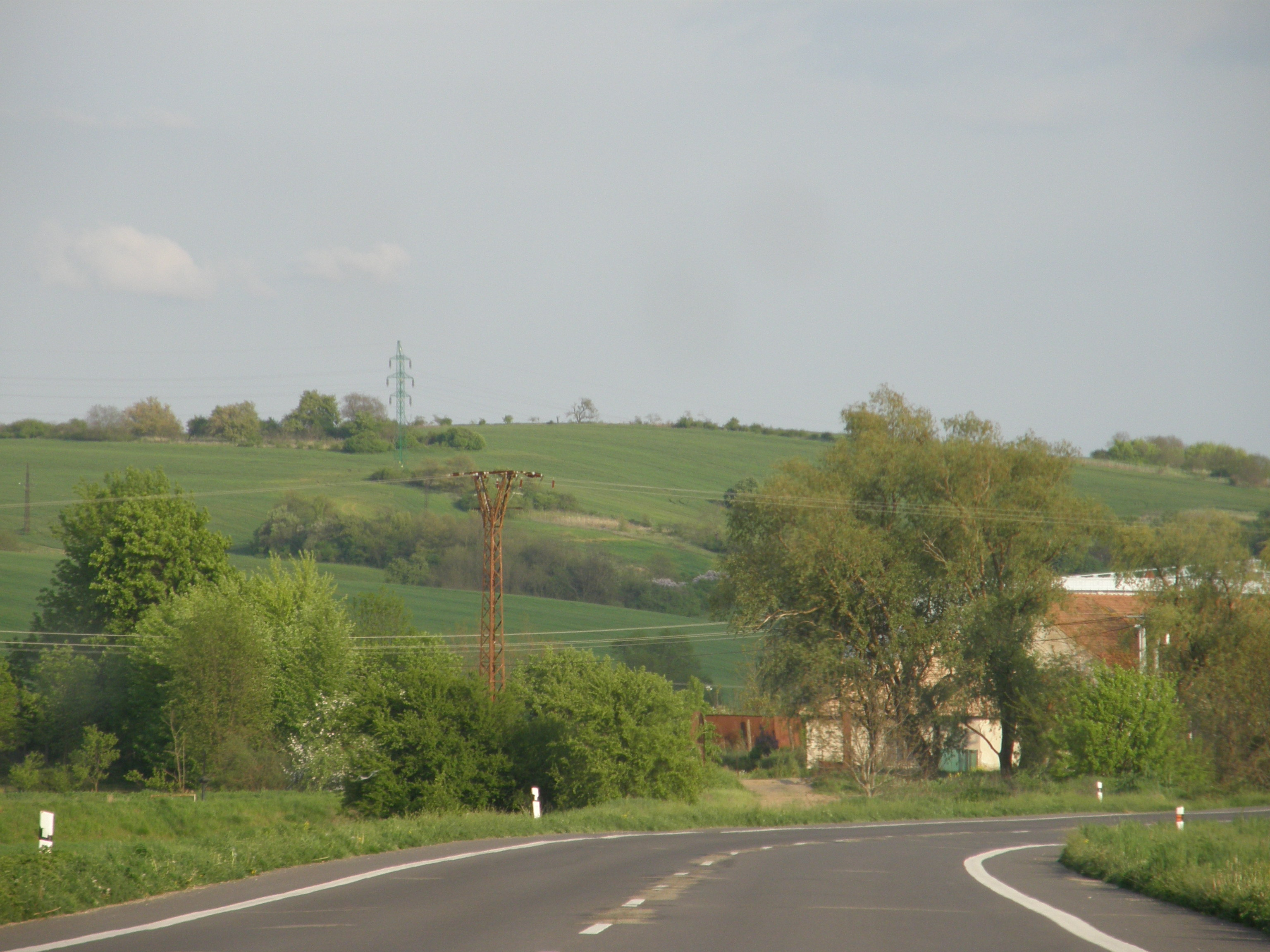
I/66
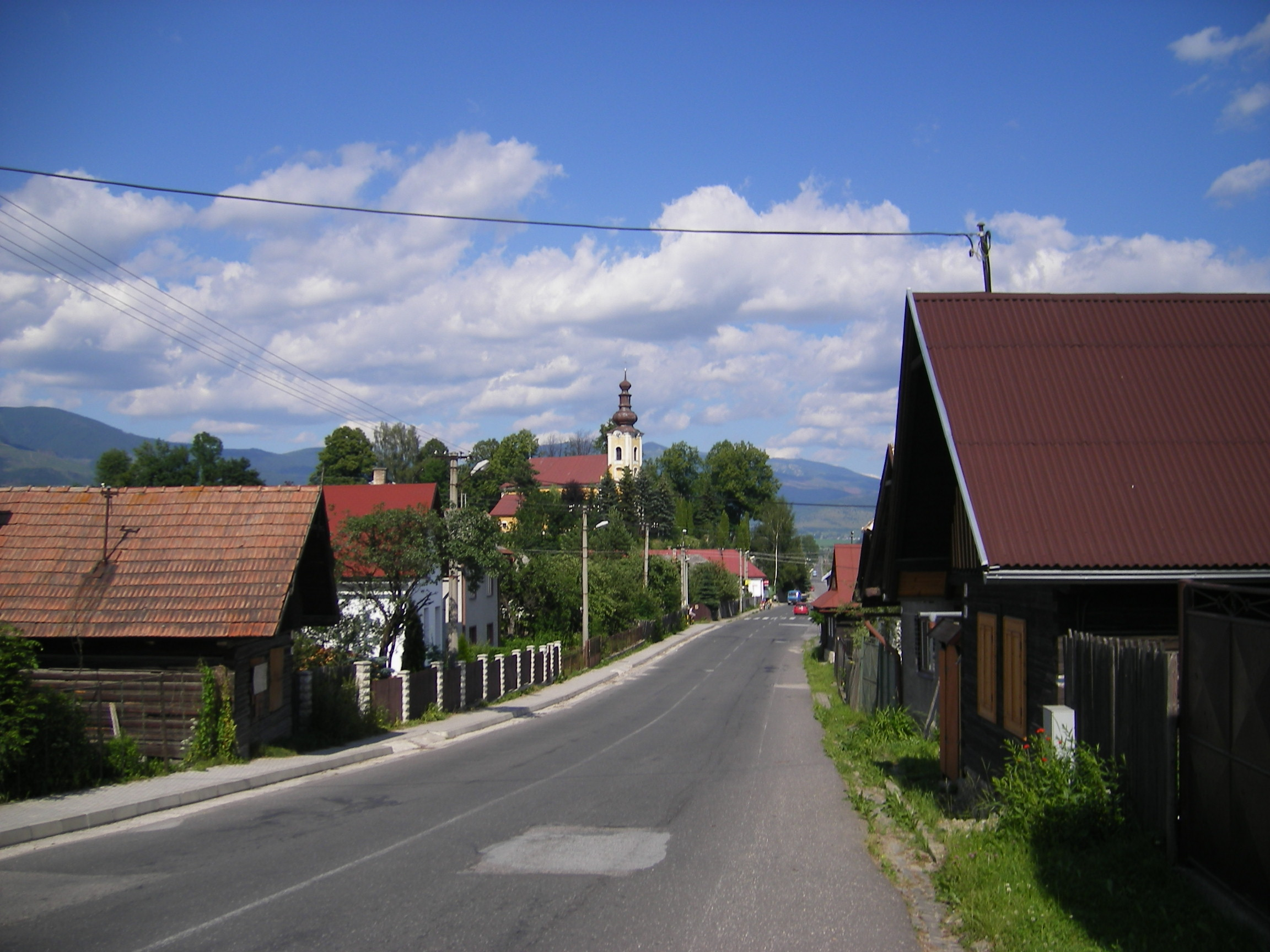
I/66 v Závadce nad Hronom
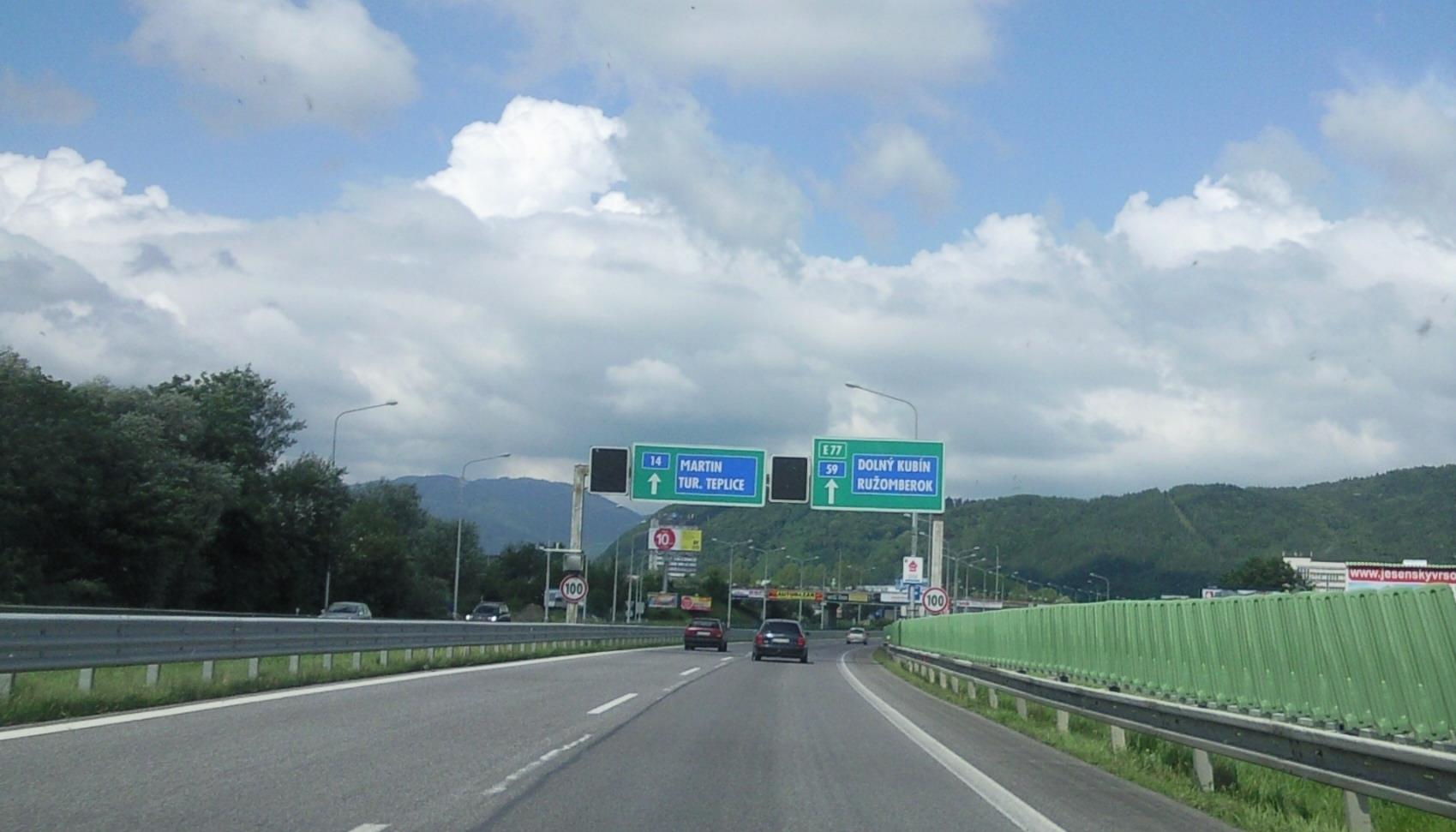
Bývalá I/66 před Banskou Bystricí, dnes R1
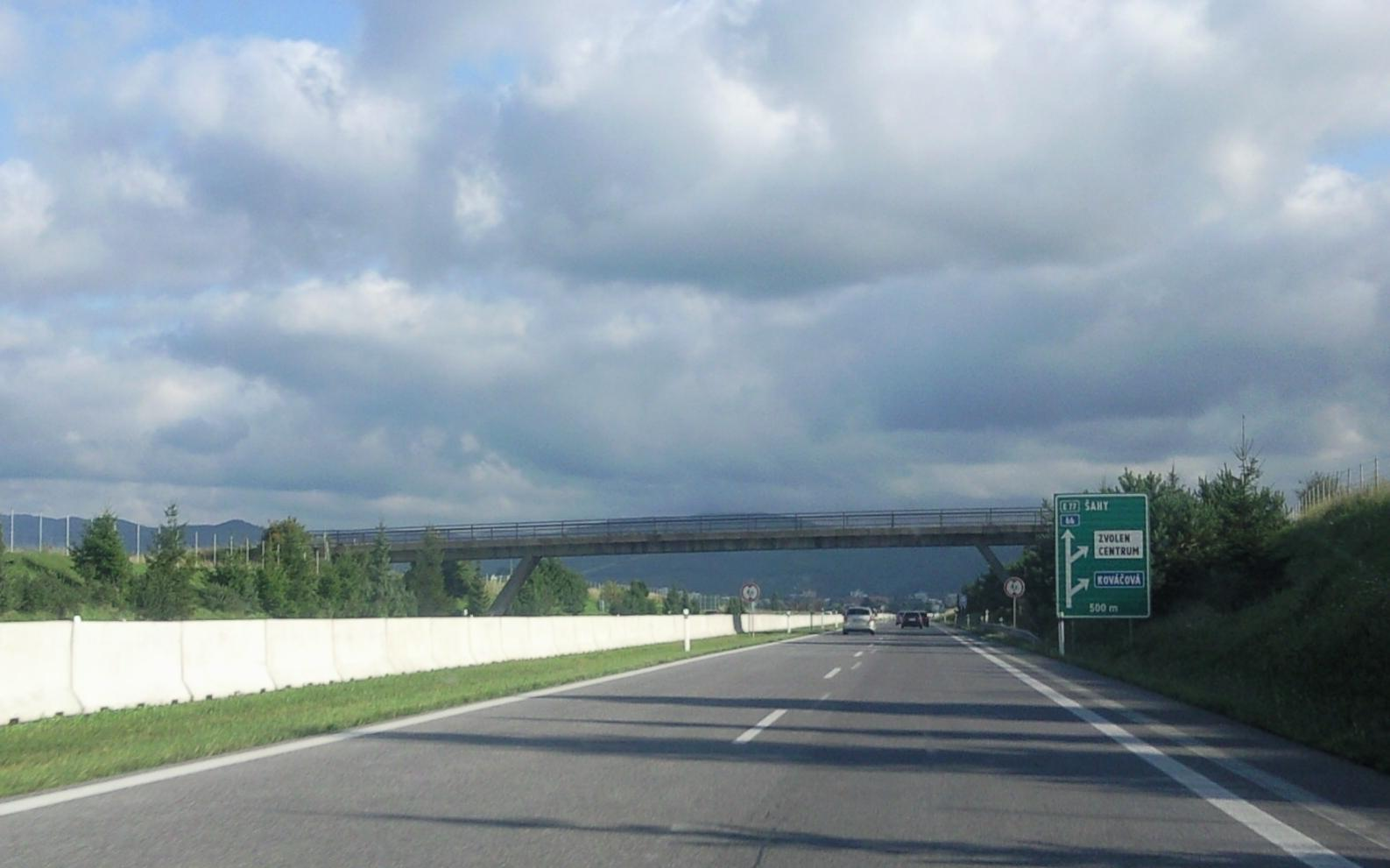
Bývalá I/66 u Kováčové, dnes R1